# 2Pac Live
«2Pac Live» — первый альбом в «живом» исполнении американского артиста Тупака Шакура, вышедший в 2004 году. Многие песни Тупак исполняет совместно с группой Outlawz.

## Список композиций
1. «Live Medley»
2. «Intro»
3. «Ambitionz Az a Ridah»
4. «So Many Tears»
5. «Troublesome»
6. «Hit ’em Up»
7. «Tattoo Tears»
8. «Heartz of Men»
9. «All bout U»
10. «Never Call U Bitch Again»
11. «How Do U Want It»
12. «2 of Amerikaz Most Wanted»
13. «California Love»

## Позиции в чартах
| Чарт                             | Позиция |
| -------------------------------- | ------- |
| French Charts                    | 84      |
| Billboard 200                    | 54      |
| Billboard Top R&B/Hip-Hop Albums | 16      |
| Billboard Top Independent Albums | 3       |